# Zec de la Rivière-Dartmouth
Pour les articles homonymes, voir Dartmouth.
La Zec de la Rivière-Dartmouth est une zone d'exploitation contrôlée (zec) située dans le territoire non organisé de la Rivière-Saint-Jean, dans la municipalité régionale de comté (MRC) La Côte-de-Gaspé, dans la région administrative de la Gaspésie–Îles-de-la-Madeleine, au Québec, au Canada.

## Géographie
La rivière Dartmouth prend sa source dans la partie nord-est de la péninsule de la Gaspésie. La rivière coule principalement en région forestière et inhabitée; toutefois, en s'approchant de son embouchure, la rivière traverse un secteur d’habitation rurale de la ville de Gaspé. La rivière Dartmouth recèle de superbes paysages montagneux. Cette rivière sauvage offre la quiétude et le charme des activités de pêche mémorables.

## Pêche récréative
La pêche récréative sur la rivière se pratique surtout à gué. Afin de bien contrôler la faune aquatique, la rivière Dartmouth est répartie en sept zones de pêche :
- 3 zones non contingentées : 1, 3 et 5. Aucune réservation, nombre de perches illimité ;
- 4 zones contingentées (2 perches) : 2, 4, 6, et 7. Ces zones sont assujetties à un tirage présaison le 1er novembre. Tirage 48 heures à l'avance pour les emplacements encore disponibles.

Les saumons se comportent parfois de façon particulière d'une fosse à l'autre, selon le temps de la saison, le niveau de l'eau, le courant ou les caractéristiques d'une fosse; ce qui implique des stratégies diverses (ex.: choix de mouche, position autour de la fosse) pour la pêche à gué.

## Toponymie
Le toponyme "Zec de la Rivière-Dartmouth" a été officialisé le 5 septembre 1985 à la Banque des noms de lieux de la Commission de toponymie du Québec.